# Regió de Moràvia i Silèsia
La Regió de Moràvia i Silèsia (en txec: Moravskoslezský kraj) és una subdivisió (kraj) de la República Txeca, situada al nord-oest de la regió històrica de Moràvia. Fa frontera amb la regió d'Olomouc (a l'oest) i la regió de Zlín (al sud), així com amb Polònia al nord i Eslovàquia a l'est. La capital n'és Ostrava.